# Охотський район
Охо́тський район (рос. Охотский район) — муніципальний район у складі Хабаровського краю Російської Федерації.
Адміністративний центр — селище міського типу Охотськ.

## Історія
Район утворений 4 січня 1926 року у складі Далекосхідного краю. Чисельність на той час становила 2774 особи, з яких козаків 1593 особи. 20 жовтня 1938 року район увійшов до складу Хабаровського краю.

## Населення
Населення — 6370 осіб (2019; 8197 в 2010, 12017 у 2002).

## Адміністративний поділ
Район адміністративно поділяється на 1 міське та 7 сільських поселень:
| Поселення                         | Площа, км² | Населення, осіб (2002) | Населення, осіб (2010) | Населення, осіб (2019) | Центр      | Населені пункти |
| --------------------------------- | ---------- | ---------------------- | ---------------------- | ---------------------- | ---------- | --------------- |
| Охотське міське поселення         | 15,68      | 5738                   | 4215                   | 3298                   | Охотськ    | 1               |
| Аркинське сільське поселення      | 51290,89   | 1070                   | 761                    | 606                    | Арка       | 1               |
| Булгінське сільське поселення     | 8,71       | 1413                   | 1077                   | 925                    | Булгін     | 2               |
| Вострецовське сільське поселення  | 7,17       | 982                    | 560                    | 354                    | Вострецово | 1               |
| Інське сільське поселення         | 46930,35   | 1648                   | 930                    | 588                    | Нова Іня   | 5               |
| Морське сільське поселення        | 1,10       | 308                    | 180                    | 280                    | Морський   | 1               |
| Новоустьїнське сільське поселення | 30,04      | 634                    | 351                    | 260                    | Нове Устьє | 1               |
| Резидентське сільське поселення   | 44,66      | 224                    | 123                    | 59                     | Резиденція | 1               |

## Найбільші населені пункти
| № | Місто      | Населення, осіб (2002) | Населення, осіб (2010) |
| - | ---------- | ---------------------- | ---------------------- |
| 1 | Охотськ    | 5738                   | 4215                   |
| 2 | Арка       | 892                    | 699                    |
| 3 | Булгін     | 755                    | 650                    |
| 4 | Вострецово | 982                    | 560                    |
| 5 | Аеропорт   | 658                    | 427                    |